# Bazar (film)
Pour les articles homonymes, voir Bazar (homonymie).
Pour plus de détails, voir Fiche technique et Distribution.
Bazar est un film franco-suisse réalisé par Patricia Plattner et sorti en 2009.

## Fiche technique
- Titre : Bazar
- Réalisation : Patricia Plattner
- Scénario : Christian Lyon, Patricia Plattner, Aude Py et Blandine Stintzy
- Photographie : Aldo Mugnier
- Décors : Ivan Niclass
- Son : Henri Maïkoff
- Musique : Jacques Robellaz
- Montage : Loredana Cristelli
- Production : Light Night Production - Alfama Films
- Pays d'origine :  France -  Suisse
- Genre : comédie dramatique
- Durée : 103 minutes
- Date de sortie : France - 2 décembre 2009

## Distribution
- Bernadette Lafont : Gabrielle
- Lou Doillon : Elvire
- Pio Marmaï : Fred
- Sacha Bourdo : Niko
- Jean-Paul Wenzel : Gilles
- Grégoire Oestermann : François
- Alexandra Stewart : Joanna